# Вундерхорн
„Вундерхорн“ (на немски: Das Wunderhorn) е издателство в гр. Хайделберг, Германия, основано през 1978 г.
Специализирано е върху съвременна проза и поезия, френскоезична литература, книги за съвременно изкуство, както и върху междукултурни проекти.

## „Немско пътуване към Пловдив“
„Немско пътуване към Пловдив“ е проект на издателство „Вундерхорн“, по който от 1994 до 2005 г. са издадени 10 книги на немски паралелно с издаването им на български в пловдивското издателство „Пигмалион“. За целта всеки от авторите, избрани с конкурс, прекарва няколко седмици в Пловдив със стипендия на провинцията Райнланд-Пфалц.
Книги от поредицата:
- Лутц Щел: „Тракия, Тракия“ („Thrakien, Thrakien“, 1997)
- Ралф Тениор: „Добро утро, Пловдив“ („Das bulgarisches Gefühl“, 1998)
- Михаел Бузелмайер: „Кучетата на Пловдив“ („Die Hunde von Plovdiv“, 1999)
- Ян Конефке: „Пътешествието на Гъливер в България“ („Gulliver in Bulgarien“, 1999)
- Ханс Тил: „Търкалящ се калдъръм“ („Kopfsteinperspektive“, 2000)
- Ернест Вихнер: („Alte Bilder“, 2001)
- Уве Колбе: („Der Tote von Belintasch“, 2002)
- Бригите Олешински: („Argo Cargo“, 2003)
- Йохан Липет: („Kapana, im Labyrinth“, 2004)
- Уте-Кристине Круп: („Membercard Europa“, 2005)